# Tolypeutes matacus
Tolypeutes matacus, comúnmente conocido como Corechi, Mataco Bola, Quirquincho Bola, o Tatú Bolita, es una especie de armadillo que pertenece al género Tolypeutes. Es nativo de Argentina, Brasil, Bolivia y Paraguay. Es una de sólo dos especies de armadillo (el otro es Tolypeutes tricinctus) que puede  arrollarse en una bola.

## Descripción
El tamaño de T. matacus puede variar entre 22 y 33 cm. Suele tener un color amarillo o marrón. Las tres bandas características que cubren la parte posterior del animal le permiten la flexibilidad suficiente para arrollarse en una bola casi perfecta, lo que le permite proteger su bajo vientre, extremidades, ojos, nariz y oídos de los depredadores. La cáscara que cubre su cuerpo está blindado y la capa exterior está hecho de queratina, el mismo componente que forma las uñas humanas.
T. matacus tiene una larga lengua pegajosa que le permite capturar y comer muchas especies diferentes de insectos, por lo general hormigas y termitas. En cautiverio también come frutas y verduras.
Tiene una tasa de reproducción lenta y las hembras solo dan a luz a una o dos crías por año.

## Distribución y hábitat
El área de distribución de T. matacus se extiende del este de Bolivia y suroeste de Brasil, hacia el sur, incluyendo el Gran Chaco de Paraguay, hasta la provincia de San Luis en Argentina. Anteriormente la especie habitaba también la parte sur del interior de la Provincia de Buenos Aires, pero datos recientes parecen indicar que está extinto en esta zona. El rango altitudinal oscila entre el nivel del mar hasta 770 m s. n. m. 
Su hábitat incluye áreas secas en el Chaco.
Actualmente puede encontrarse al armadillo en la región norte de la provincia de Córdoba, en Argentina.

## Galería
|  |  |  |